# Francisco Javier Múnera Correa
Francisco Javier Múnera Correa I.M.C. (Copacabana (Antioquia), 21 de outubro de 1956) é um prelado colombiano da Igreja Católica, arcebispo de Cartagena.

## Biografia
Francisco Javier Múnera Correa ingressou na ordem religiosa dos Instituto da Consolata para Missões Estrangeiras e foi ordenado padre em 8 de agosto de 1982.
O Papa João Paulo II o nomeou em 28 de novembro de 1998 como vigário apostólico de San Vicente-Puerto Leguízamo e bispo-titular de Aquæ novæ na Numídia. Recebeu sua ordenação episcopal do cardeal prefeito da Congregação para a Evangelização dos Povos, Jozef Tomko, em 11 de fevereiro do ano seguinte, sendo coadjuvado por Dom Paolo Romeo, núncio apostólico na Colômbia, e Dom Luis Augusto Castro Quiroga, I.M.C., arcebispo de Tunja.
Com a elevação do Vicariato Apostólico à Diocese de San Vicente del Caguán em 30 de maio de 2019, foi nomeado seu primeiro Bispo diocesano. A instalação ocorreu em 10 de agosto daquele ano.
O Papa Francisco o nomeou arcebispo de Cartagena em 25 de março de 2021. Fez sua entrada solene na Sé em 22 de maio deste mesmo ano.